# Lara Fluxà Garcías
Lara Fluxà Garcías   (Palma, 1985) és una artista visual mallorquina. Treballa amb materials i formes fràgils i transparents com l'aigua, l'aire, la llum i el vidre per reflexionar sobre conceptes com la fragilitat, l'estabilitat o la feblesa de l'equilibri dels ecosistemes.
És llicenciada en Belles Arts per la Universitat de Barcelona, va cursar un màster en Produccions Artístiques i de Recerca i s'ha especialitzat en el tractament del vidre bufat. Ha realitzat exposicions individuals a centres com Lo Pati d'Amposta, la Fundació Felícia Fuster, l'Espai 13 de la Fundació Joan Miró a Barcelona o la Capella de la Misericòrdia i el Casal Solleric de Palma. Lara Fluxà va estar seleccionada per l'Institut Ramon Llull per a representar Catalunya a la Biennal de Venècia el 2022 amb l'exposició «Llim», comissariada per Oriol Fontdevila.
El 2025 va rebre el premi a la millor obra d'art emergent a la fira internacional d'art contemporani ARCO de Madrid amb la peça Flure, realitzada amb ferro i cristall.